# UFO (hudební skupina)
UFO byla anglická rocková skupina založená v Londýně roku 1968. Jejich styl hry spojuje hudební žánry od space rocku a raného hard rocku přes heavy metal až po Novou vlnu britského heavy metalu. Finální sestavu tvořili zpěvák Phil Mogg, sólový kytarista Vinnie Moore, rytmický kytarista a klávesista Neil Carter, baskytarista Rob De Luca a bubeník Andy Parker. UFO prošli řadou personálních změn a jediným stálým členem zůstal právě Mogg. Skupina se během své existence třikrát rozpadla: poprvé mezi dubnem 1983 a říjnem 1984, podruhé v letech 1989–1991 a potřetí v roce 2024. Klasickou sestavu kapely tvořili Phil Mogg, Andy Parker, baskytarista Pete Way, klávesista Paul Raymond a bývalý kytarista Scorpions Michael Schenker. V květnu 2018 Mogg oznámil, že po jednom posledním turné v roce 2019 odejde z kapely do důchodu. Rozlučkové turné mělo skončit v roce 2022, ale bylo zrušeno kvůli Moggovým zdravotním problémům. V dubnu 2024 Mogg potvrdil třetí a definitivní rozpuštění UFO.
Během své více než padesátileté kariéry vydali UFO celkem 23 studiových alb (včetně jednoho s cover verzemi), 14 živých alb a 16 kompilací. Největších úspěchů dosáhli koncem 70. a začátkem 80. let — včetně živého alba Strangers in the Night (1979), které se dostalo do Top 40 ve Velké Británii i USA. Kapela prodala více než 20 milionů desek po celém světě. Mezi jejich nejznámější skladby patří: „Doctor Doctor“, „Rock Bottom“, „Natural Thing“, „Lights Out“, „Too Hot to Handle“ a „Only You Can Rock Me“. UFO jsou považováni za jednu z největších klasických hardrockových kapel a často uváděni jako klíčový vliv pro hard rockové a metalové kapely 80. a 90. let. V žebříčku stanice VH1 „100 největších hardrockových umělců“ byli zařazeni na 84. místo.  
Uvádí se, že měli výrazný vliv na Steva Harrise (Iron Maiden), Kirka Hammetta (Metallica), Dava Mustaina (Megadeth) a Franka Hannona (Tesla) a mnohé další začínající umělce. 

## Diskografie

### Studiová alba
- UFO 1 (1970)
- Flying (1971)
- Phenomenon (1974)
- Force It (1975)
- No Heavy Petting (1976)
- Lights Out (1977)
- Obsession (1978)
- No Place to Run (1980)
- The Wild, the Willing and the Innocent (1981)
- Mechanix (1982)
- Making Contact (1983)
- Misdemeanor (1985)
- Ain't Misbehavin' (EP) (1988)
- High Stakes & Dangerous Men (1992)
- Walk on Water (1995)
- Covenant (2000)
- Sharks (2002)
- You Are Here (2004)
- The Monkey Puzzle (2006)
- The Visitor (2009)
- Seven Deadly (původně se mělo jmenovat Last of the Bone Riders) (2012)[13]
- A Conspiracy of Stars (2015)
- The Salentino Cuts (2017)

### Koncertní alba
- UFO Live (1972)
- Live in Concert (1974)
- Strangers in the Night (1979)
- Lights Out in Tokyo (1992)
- Live in Japan (1992)
- T.N.T. (1993)
- Heaven's Gate (1995)
- On With the Acton (1998)
- Live in Texas (2000)
- Regenerator - Live 1982 (2001)
- Showtime (2005)

### Greatest Hits
- Space Metal (1976)
- Anthology (1986)
- The Essential UFO (1992)
- Best of UFO: Gold Collection (1996)

### Kompilace
- X-Factor: Out There & Back (1997)
- Flying: The Early Years 1970-1973 (2004)
- An Introduction to UFO CD (2006)
- The Best of the Rest (1988)

## Videografie
- Too Hot to Handle (1994)
- Showtime (2005)